# یواس‌اس ترپانگ (اس‌اس-۴۱۲)
یواس‌اس ترپانگ (اس‌اس-۴۱۲) (به انگلیسی: USS Trepang (SS-412)) یک زیردریایی بود که طول آن ۳۱۱ فوت ۱۰ اینچ (۹۵٫۰۵ متر) بود. این زیردریایی در سال ۱۹۴۴ ساخته شد.